# Phasianini
Phasianini (лат.) — триба фазановых птиц из подсемейства фазанов (Phasianinae), включающая фазанов (Phasianus) и близкие к ним роды. Распространены в Евразии. Монофилия трибы подтверждается генетическими исследованиями, и её выделение было признано справочником Howard and Moore Complete Checklist of the Birds of the World (2013 г.; 4-е издание).
В классификации H&M4 куропатки (Perdix) рассматриваются как представители подсемейства Phasianinae неопределённого систематического положения (incertae sedis). Генетические данные свидетельствуют о том, что куропатки являются сестринским таксоном Phasianini или, при расширенной трактовке трибы, её самыми базальными представителями. Согласно анализу Де Чена и соавторов (2021), расхождение между куропатками и Phasianini произошло в начале миоцена, тогда как ближайший общий предок всех современных Phasianini (без куропаток) жил в середине или конце миоцена.

## Классификация
| Иллюстрация                | Род                                 | Современные виды |
| -------------------------- | ----------------------------------- | --- |
| Пёстрый фазан микадо       | Пёстрые фазаны (Syrmaticus)         | - Медный пёстрый фазан (Syrmaticus soemmerringii) - Пёстрый китайский фазан (Syrmaticus reevesii) - Пёстрый фазан микадо (Syrmaticus mikado) - Пёстрый фазан Эллиота (Syrmaticus ellioti) - Пёстрый бирманский фазан (Syrmaticus humiae) |
| Золотой фазан              | Воротничковые фазаны (Chrysolophus) | - Золотой фазан (Chrysolophus pictus) - Алмазный фазан (Chrysolophus amherstiae) |
| Обыкновенный фазан         | Фазаны (Phasianus)                  | - Обыкновенный, или кавказский, фазан (Phasianus colchicus) - Зелёный фазан (Phasianus versicolor) |
| Гималайский фазан          | Гималайские фазаны (Catreus)        | - Гималайский фазан (Catreus wallichii) |
| Маньчжурский ушастый фазан | Ушастые фазаны (Crossoptilon)       | - Crossoptilon harmani - Белый ушастый фазан (Crossoptilon crossoptilon) - Маньчжурский, или бурый, ушастый фазан (Crossoptilon mantchuricum) - Голубой ушастый фазан (Crossoptilon auritum) |
| Серебряная лофура          | Лофуры, или фазаны лофуры (Lophura) | - Лофура Эдвардса (Lophura edwardsi) - Свайнова лофура, или свайнов фазан (Lophura swinhoii) - Бульверова лофура (Lophura bulweri) - Чёрная лофура (Lophura leucomelanos) - Серебряная лофура, или серебряный фазан (Lophura nycthemera) - Вилохвостая лофура (Lophura erythrophthalma) - Lophura pyronota - Сиамская лофура (Lophura diardi) - Суматранская лофура (Lophura inornata) - Lophura rufa - Огненноспинная лофура (Lophura ignita) |